# Mikoshi-nyūdō
Mikoshi-nyūdō (jap. 見越し入道), znany również pod nazwami Mikoshi (jap. 見越) lub Miage-nyūdō (jap. 見上入道) – mityczne stworzenie (yōkai) występujące w japońskim folklorze, szczególnie często spotykane w podaniach z wysp Sikoku i Kiusiu oraz z północnych krańców Honsiu.

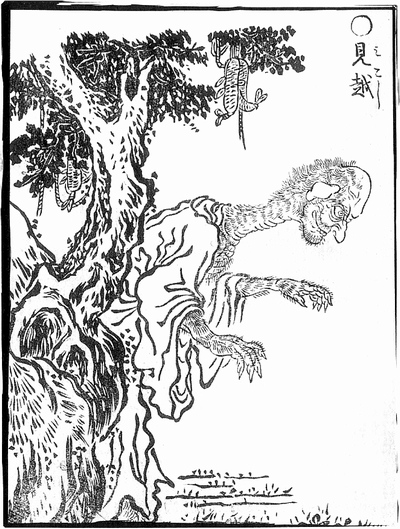
Ilustracja Sekiena Toriyamy, przedstawiająca Mikoshi-nyūdō.

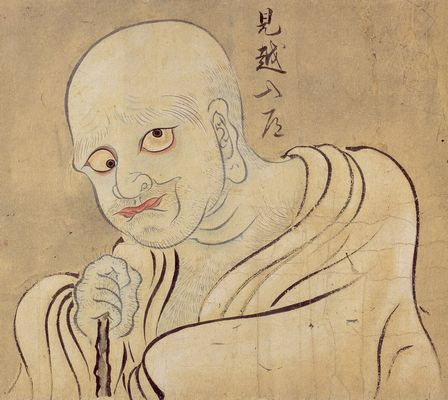
Ilustracja z Hyakkai-Zukan przedstawiająca Mikoshi-nyūdō.

Mikoshi-nyūdō najczęściej pojawiał się w nocy samotnym wędrowcom na rozstajach dróg, przy kamiennych mostach, na pustych ulicach i drogach. Stwór miał łysą głowę, był wysoki, zakradając się od tyłu, pochylał się i zaglądał z ciekawością przez ramię. Początkowo nie był duży, lecz wraz z każdą chwilą, gdy człowiek się na niego patrzył rósł do olbrzymich rozmiarów. W pewnym momencie przygniatał ofiarę, powodując jej śmierć. Wierzono, iż ziemia po stronie, na którą przewróci się potwór będzie nękana przez różne kataklizmy.
Relacja ze spotkania z Mikoshi-nyūdō pt. Mikoshi-nyūdō o miru koto (O spotkaniu z Mikoshi-nyūdō) znajduje się w Tonoigusa:
Pewien samuraj, gdy był młody, wybrał się na polowanie ze swoim psem. Nie miał jednak szczęścia. Gdy oddalił się od domu na około jedno ri, postanowił wracać, lecz przed wyruszeniem w drogę powrotną postanowił odpocząć na szczycie góry i zauważył wtedy coś niewielkiego, co z każdą chwilą stawało się coraz większe. Wtedy zdał sobie sprawę, że to co wyłoniło się z ciemności musi być potworem, który oświetlony blaskiem gwiazd wyglądał, jak mnich buddyjski. Był to Mikoshi-nyūdō, potwór w którego potrafiły przemieniać się stare tanuki oraz inne niesamowite istoty. Podczas gdy potwór stawał się coraz większy samuraj wyciągnął łuk i wymierzył w niego, lecz nie wiedział, gdzie skierować strzałę. W pewnym momencie potwór znikł wraz z gwiazdami i wszystkim co go otaczało. Wszystko ogarnęła nieprzenikniona ciemność i wojownik nie mógł odnaleźć drogi powrotnej. Był jednak sprytnym człowiekiem i przywołał swojego psa, który mu towarzyszył podczas polowania. Przywiązał jeden koniec opaski do obroży psa, a drugi do własnego pasa i w ten sposób prowadzony dotarł do jakiegoś domu. Gdy zobaczył blask bijący od niego, ciemność znikła, a wojownik zauważył, iż stoi pod drzwiami własnego domu. Od tej pory samuraj nigdy nie wyruszał w podróż samotnie.
W podanej historii autor wspomina, że potworem mógł być tanuki lub inna magiczna istota. Mimo że i inne stwory posiadały taką moc powszechnie takie zdarzenia przypisywano Mikoshi-nyūdō. Był on często nazywany arystokratą lub naczelnym wodzem potworów. Podczas jego pojawienia można było słyszeć szum liści bambusa, co tłumaczone było tym, że potwor zawadzał o nie głową.
Aby uchronić się przed zmiażdżeniem przez Mikoshi-nyūdō, należało ujrzawszy go krzyknąć: „Mikoshi-nyūdō, widzę cię!” i położyć się brzuchem do ziemi, a wtedy potwór rozpływał się w powietrzu. Drugim znanym sposobem obrony było obserwowanie go, ale zaczynając od głowy i kierując się w stronę stóp, wtedy upiór, zamiast rosnąć, kurczył się.